# 西关三圣寺大殿
西关三圣寺大殿，位于山西省阳泉市盂县秀水镇西关村盂县县政府后院。
盂县西关三圣寺俗称西寺，供奉华严三圣（释迦牟尼、文殊、普贤），建于宋治平元年（1064）。金泰和七年重建，明洪武和1932年时重修。现仅存正殿，面积486.14平方米，面阔五间，进深八椽，悬山顶，灰瓦屋面琉璃瓦剪边，保留金代建筑风格。因曾作为乡政府礼堂使用，方得以免遭拆除。其余建筑均于20世纪被拆除。
2016年6月6日，三圣寺公布为第五批山西省文物保护单位，编号5-55。2019年10月7日，西关三圣寺大殿公布为第八批全国重点文物保护单位。
钟楼已毁，大铁钟建于北宋宣和六年（1124年），1965年公布为第一批山西省文物保护单位，现藏于藏山风景区。